# 川下寛次
川下 寛次（かわした かんじ）は、日本の漫画家。大阪府出身

## 作品
- ランブルフィッシュ（月刊少年エース、角川書店）※原作：三雲岳斗
- 杏子ボンバイエ!!（ヤングアニマル嵐、白泉社）
- まるみえ!PureHeart（月刊少年エース）※原作：かわせゆか、原案協力：浅葉りな
- 当て屋の椿（ヤングアニマル、白泉社）

| スタブアイコン | サブスタブ | この項目は、まだ閲覧者の調べものの参照としては役立たない、漫画家・漫画原作者に関連した書きかけの項目です。この項目を加筆・訂正などしてくださる協力者を求めています（P:漫画/PJ:漫画家）。 |